# Purpurprachtbarsch

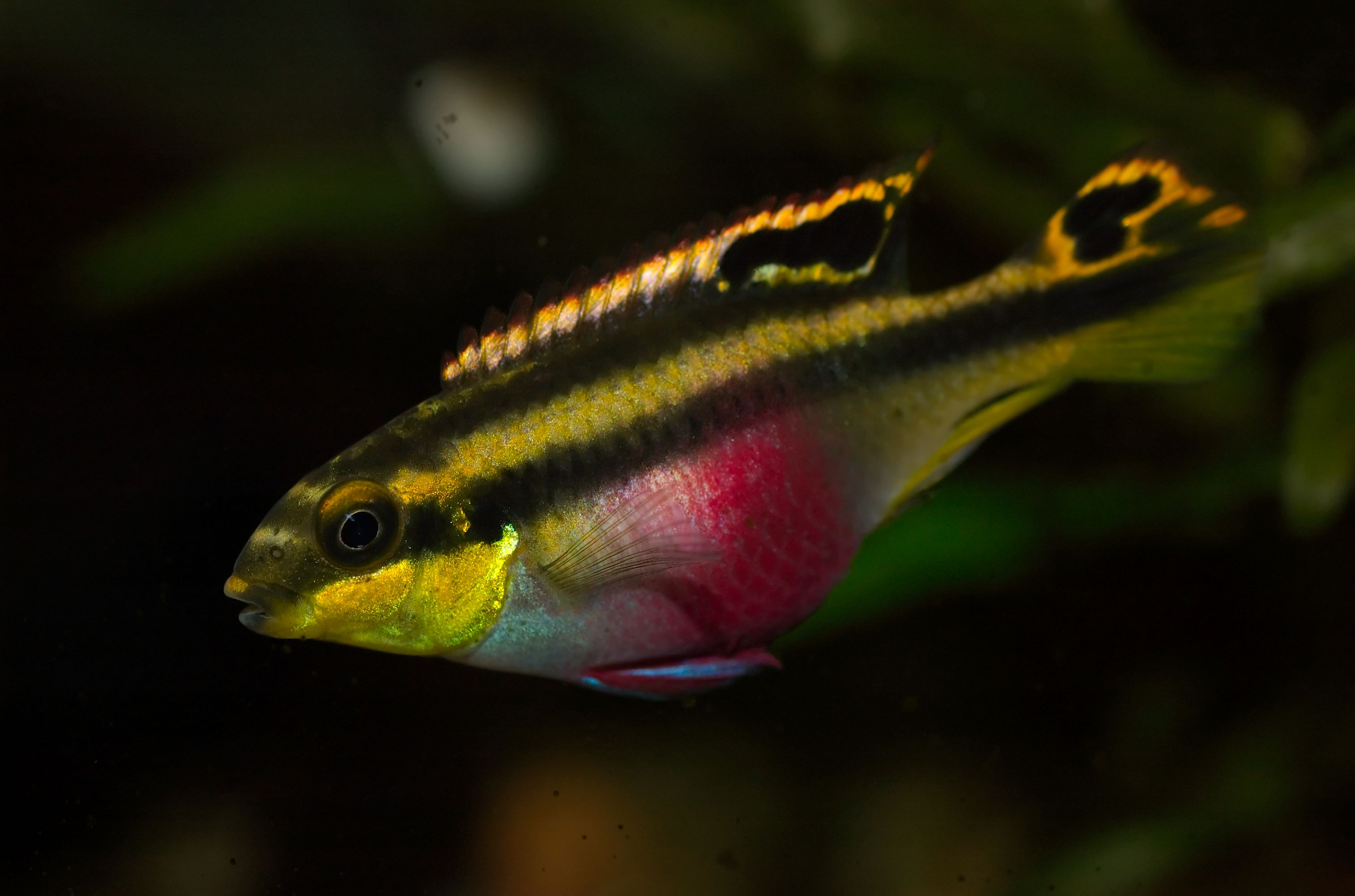
Adultes Weibchen

Ein bis zwei Wochen alte Jungtiere

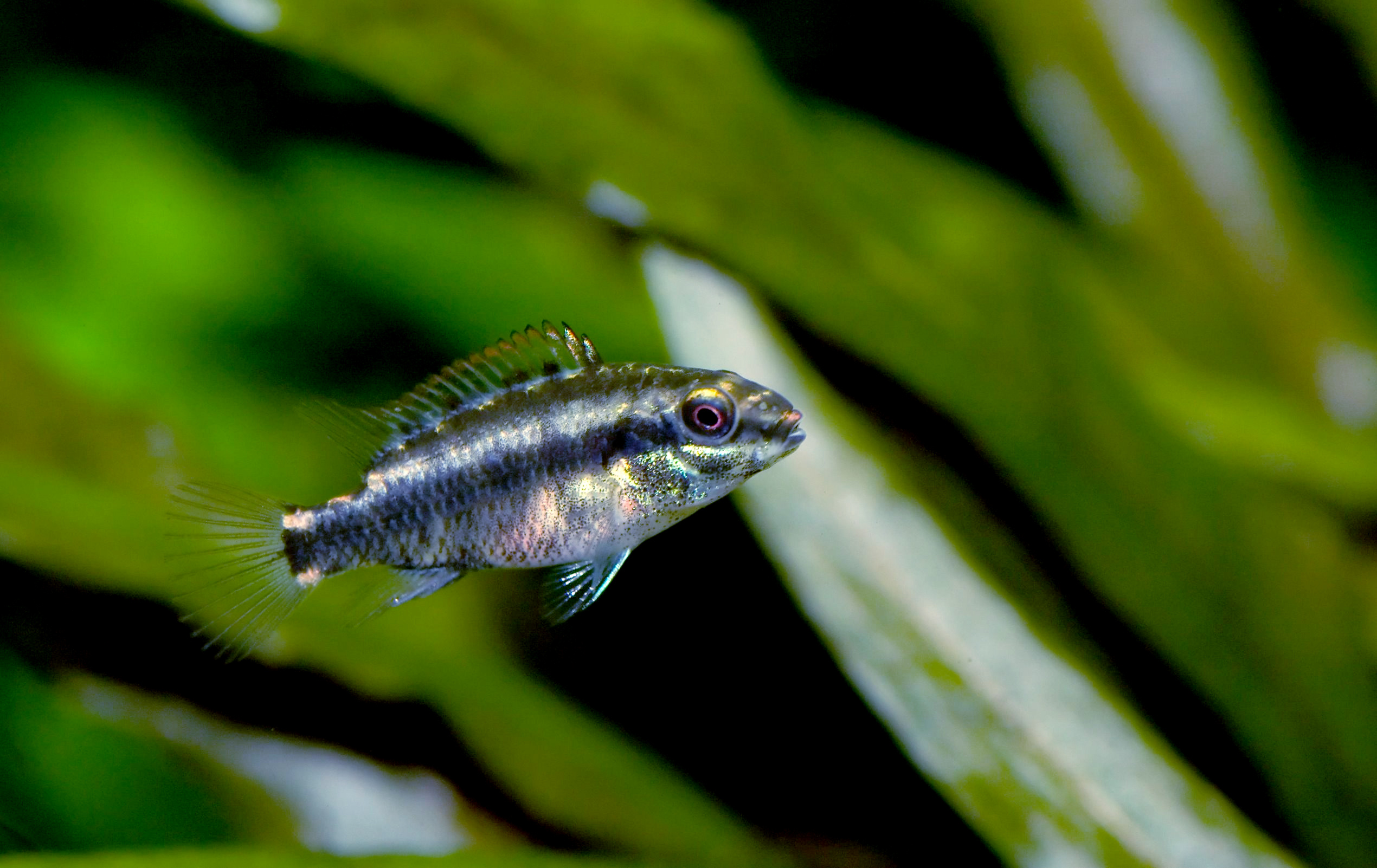
Vier bis sechs Wochen altes Jungtier

Der Purpurprachtbarsch (Pelvicachromis pulcher, Synonym: Pelmatochromis pulcher), auch Königscichlide genannt, ist ein Buntbarsch aus dem westlichen Afrika.
Er ist Typusart der Gattung Pelvicachromis und als beliebter Aquarienfisch wahrscheinlich ihr bekanntester Vertreter. Die heute im Handel erhältlichen Exemplare stammen überwiegend aus Nachzuchten.

## Verbreitung und Lebensraum
Der Purpurprachtbarsch ist im südlichen Nigeria, Ostbenin und Westkamerun beheimatet. Sein Lebensraum sind stehende und fließende Gewässer mit schwach, teilweise stark saurem (pH-Wert bis unter 5) und weichem Wasser.

## Merkmale
Gattungstypisch ist der Purpurprachtbarsch in der Farbgebung sehr variabel. Allen Farbformen gemeinsam ist ein dunkler Fleck auf den Kiemendeckeln der Männchen. Weibliche Tiere tragen ein gelbes Band in der Rückenflosse. Fast immer ist ein auffälliger, unscharf begrenzter Bauchfleck von zartrosa bis blutroter Farbe zu sehen. Bei den Männchen sind Rücken- und Afterflosse spitz zulaufend. Am oberen, häufig roten Saum der lanzettförmigen Schwanz- und im hinteren, weichstrahligen Teil der Rückenflosse können gelb gesäumte Flecken auftreten. Die Bauchflossen der Männchen sind lang ausgezogen und reichen angelegt bis an die Afterflosse heran. Ihre Vorderkante ist meist dunkel und hellblau gesäumt. After- und Schwanzflosse der Weibchen sind abgerundet und ihr nach unten gewölbter Bauch unterstützt ein im Vergleich zu den Männchen gedrungenes Erscheinungsbild. Die Bauchflossen sind kurz und rundlich. Mit einer Gesamtlänge von zehn Zentimetern werden männliche Purpurprachtbarsche deutlich größer als ihre weiblichen Artgenossen, die nur eine Länge von etwa 7,5 Zentimeter erreichen können.
Flossenformel:
- Dorsale XVI/9–11
- Anale III/7–8

## Verhalten
Wie alle Pelvicachromis ist der Purpurprachtbarsch ein monogam lebender Höhlenbrüter. Die Brut wird durch das Elternpaar gemeinsam gepflegt und bewacht. Das eigene Revier wird gegen fremde Artgenossen verteidigt, während der Brut auch gegen artfremde Fische. Ebenfalls gattungstypisch ist das Balzverhalten, bei dem das Weibchen eine wesentlich aktivere Rolle einnimmt. Vor dem Männchen tänzelnd, verkrümmt es den Körper S-förmig und nimmt eine intensive rot-violette Färbung an. Nach Ablage der 200 bis 300 Eier pflegt das Weibchen das Gelege bis zum Schlupf der Larven, während das Männchen weiterhin das Revier verteidigt. Der Jungfischschwarm wird von beiden Elternteilen durch das Revier geführt. Nach drei bis vier Wochen sind die Jungen selbständig.

## Haltung
Der Purpurprachtbarsch ist im Aquarium relativ anspruchslos und leicht zu züchten. Die Vergesellschaftung mehrerer Paare ist wegen der innerartlichen Aggressivität nur in sehr großen Aquarien möglich. Für das Wohlbefinden der Tiere sind Versteckmöglichkeiten erforderlich. Insbesondere alte Aquarienstämme sind verhältnismäßig tolerant gegenüber Wasserverhältnissen, die sich von denen des ursprünglichen Habitats unterscheiden.